# Adrian Zingg
Adrian Zingg (15. dubna 1734 v St. Gallenu – 26. května 1816 v Lipsku) byl malíř a mědirytec švýcarského původu tvořící jistou dobu v prostoru dnešních národních parků České a Saské Švýcarsko. Mezi jeho nejoblíbenější náměty patřily skalní útvary v okolí dolního toku Labe na česko-německé hranici. Oblast, v níž tvořil, nazýval podle své vlasti Saským Švýcarskem, pro příhraniční region na české straně se posléze vžil název České Švýcarsko.

## Život
Adriana Zingga vzdělával jeho otec, řezač oceli Bartolomäus Zingg, a dále v učení pokračoval u mědirytce Johanna Rudolfa Holzhalba. V roce 1757 pracoval u bernského vedutového malíře Johanna Ludwiga Aberliho, jenž jej nechal tvořit rytiny ze Švýcarska. Spolu s medailérem Johannem Casparem Mörikoferem z Bernu odcestoval roku 1759 do Paříže, kde Zingg po sedm let tvořil mj. s rytcem Johannem Georgem Willem. V roce 1764 byl Christianem Ludwigem von Hagedorn jmenován mědirytcem v nově založené drážďanské akademii, kde působil od roku 1766 jako učitel. Kromě toho intenzivně komunikoval s profesorem Drážďanské akademie Christianem Wilhelmem Ernst Dietrichem, jenž mu pomáhal. Roku 1774 Zingg začal po Dietrichově smrti dokončovat jeho pozdní díla (celkově vydal 87 archů). Mimoto se roku 1769 stal členem vídeňské akademie a v roce 1787 členem berlínské. V roce 1803 získal profesuru mědirytectví na drážďanské akademii.

## Dílo

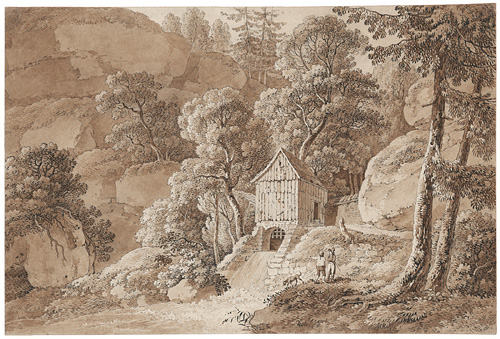
Saské Švýcarsko od A. Zingga

Adrian Zingg se věnoval malbě, kresbě, leptu a rytině. Obzvláště známým se stal díky svým krajinomalbám technikou sepia. Věnoval zobrazování Durynského lesa (Thüringer Wald), částí Čech a především Saského Švýcarska, které procestoval v 80. a 90. letech 18. století. Se svým přítelem Antonem Graffem je považován za tvůrce názvu Saské Švýcarsko pro Děčínskou vrchovinu. Oběma jim připomínala rodný kraj kolem Jury, kde se nalézají podobné scenérie.
Zingg si dával za cíl vytvářet co nejpřesnější reprodukce krajiny. Přestože si mezi svými současníky vysloužil respekt, po jeho smrti byla jeho díla považována za spíše méně umělecky hodnotná; ve svých vzpomínkách jeho manýristické výtvory kritizoval také jeho žák Ludwig Richter. I tak však dnešního pozorovatele jeho práce zaujmou jako dokumentace saského místopisu.